# Regeringen Solberg
Regeringen Solberg var Norges regering från den 16 oktober 2013 till den 14 oktober 2021. Regeringschef var Høyres partiledare, statsminister Erna Solberg.
I stortingsvalet 2013 erhöll de borgerliga partierna Høyre, Kristelig Folkeparti och Venstre samt Fremskrittspartiet en majoritet av rösterna. Regeringssamtal inleddes den 10 september 2013.
Den 30 september 2013 meddelades att regeringssamtalen var klara och att Høyre tillsammans med Fremskrittspartiet kommer att bilda en minoritetsregering som erhåller stöd av Kristelig Folkeparti och Venstre. Solberg framhöll att en ”historisk överenskommelse” slutits mellan de fyra partierna, och att om Kristelig Folkeparti och Venstre ville inträda i regeringen vid ett senare tillfälle skulle möjligheten erbjudas. Den 24 januari 2020 avgick Fremskrittspartiet från regeringen. Regeringen fortsatte  att styra på grundval av Granavolden-deklarationen.
Regeringsförhandlingar inleddes den 1 oktober 2013 i Sundvollen.
Denna regering var den första som inkluderade statsråd från Fremskrittspartiet.
Sammanfattningsvis bestod regeringen (alltid med Erna Solberg som statsminister) av följande partier olika perioder:
- 2013-2018: Høyre, Frp
- 2018-2019: Høyre, Frp, Venstre
- 2019-2020: Høyre, FrP, Venstre, KrF (var en majoritetsregering under denna period)
- 2020-2021: Høyre, Venstre och KrF

## Ministären
* Statsminister eller departementschef
| Titel                                                    | Namn                   | Namn                         | Tillträdde             | Avgick                 | Parti                  |                        |                        |                        |                        |
| Statsministerns kontor                                   | Statsministerns kontor | Statsministerns kontor       | Statsministerns kontor | Statsministerns kontor | Statsministerns kontor | Statsministerns kontor | Statsministerns kontor | Statsministerns kontor | Statsministerns kontor |
| -------------------------------------------------------- | ---------------------- | ---------------------------- | ---------------------- | ---------------------- | ---------------------- | ---------------------- | ---------------------- | ---------------------- | ---------------------- |
| Statsminister                                            |                        | Erna Solberg*                | 16 oktober 2013        | 14 oktober 2021        | Høyre                  |                        |                        |                        |                        |
| EES- och EU-minister                                     |                        | Vidar Helgesen               | 16 oktober 2013        | 16 december 2015       | Høyre                  |                        |                        |                        |                        |
| Arbets- och socialdepartementet                          |                        |                              |                        |                        |                        |                        |                        |                        |                        |
| Arbets- och socialminister                               |                        | Robert Eriksson*             | 16 oktober 2013        | 16 december 2015       | Fremskrittspartiet     |                        |                        |                        |                        |
| Arbets- och socialminister                               |                        | Anniken Hauglie*             | 16 december 2015       | 24 januari 2020        | Høyre                  |                        |                        |                        |                        |
| Arbets- och socialminister                               |                        | Torbjørn Røe Isaksen*        | 24 januari 2020        | 14 oktober 2021        | Høyre                  |                        |                        |                        |                        |
| Barn-, jämställdhets- och inkluderingsdepartementet      |                        |                              |                        |                        |                        |                        |                        |                        |                        |
| Barn-, jämställdhets och inkluderingsminister            |                        | Solveig Horne*               | 16 oktober 2013        | 17 januari 2018        | Fremskrittspartiet     |                        |                        |                        |                        |
| Barn-, jämställdhets och inkluderingsminister            |                        | Linda Hofstad Helleland*     | 17 januari 2018        | 22 januari 2019        | Høyre                  |                        |                        |                        |                        |
| Barn och familjeminister                                 |                        | Kjell Ingolf Ropstad*        | 22 januari 2019        | 20 september 2021      | Kristelig Folkeparti   |                        |                        |                        |                        |
| Barn och familjeminister                                 |                        | Olaug Bollestad (tf.)*       | 20 september 2021      | 14 oktober 2021        | Kristelig Folkeparti   |                        |                        |                        |                        |
| Finansdepartementet                                      |                        |                              |                        |                        |                        |                        |                        |                        |                        |
| Finansminister                                           |                        | Siv Jensen*                  | 16 oktober 2013        | 24 januari 2020        | Fremskrittspartiet     |                        |                        |                        |                        |
| Finansminister                                           |                        | Jan Tore Sanner*             | 24 januari 2020        | 14 oktober 2021        | Høyre                  |                        |                        |                        |                        |
| Försvarsdepartementet                                    |                        |                              |                        |                        |                        |                        |                        |                        |                        |
| Försvarsminister                                         |                        | Ine Marie Eriksen Søreide*   | 16 oktober 2013        | 20 oktober 2017        | Høyre                  |                        |                        |                        |                        |
| Försvarsminister                                         |                        | Frank Bakke-Jensen*          | 20 oktober 2017        | 14 oktober 2021        | Høyre                  |                        |                        |                        |                        |
| Hälso- och omsorgsdepartementet                          |                        |                              |                        |                        |                        |                        |                        |                        |                        |
| Hälso- och omsorgsminister                               |                        | Bent Høie*                   | 16 oktober 2013        | 14 oktober 2021        | Høyre                  |                        |                        |                        |                        |
| Folkhälso- och äldreminister                             |                        | Åse Michaelsen               | 17 januari 2018        | 3 maj 2019             | Fremskrittspartiet     |                        |                        |                        |                        |
| Folkhälso- och äldreminister                             |                        | Sylvi Listhaug               | 3 maj 2019             | 18 december 2019       | Fremskrittspartiet     |                        |                        |                        |                        |
| Folkhälso- och äldreminister                             |                        | Terje Søviknes               | 18 december 2019       | 24 januari 2020        | Fremskrittspartiet     |                        |                        |                        |                        |
| Justitie- och beredskapsdepartementet                    |                        |                              |                        |                        |                        |                        |                        |                        |                        |
| Justitie- och beredskapsminister                         |                        | Anders Anundsen*             | 16 oktober 2013        | 20 december 2016       | Fremskrittspartiet     |                        |                        |                        |                        |
| Justitie- och beredskapsminister                         |                        | Per-Willy Amundsen*          | 20 december 2016       | 17 januari 2018        | Fremskrittspartiet     |                        |                        |                        |                        |
| Justitie- och beredskapsminister                         |                        | Sylvi Listhaug*              | 17 januari 2018        | 20 mars 2018           | Fremskrittspartiet     |                        |                        |                        |                        |
| Justitie- och beredskapsminister                         |                        | Tor Mikkel Wara*             | 4 april 2018           | 15 mars 2019           | Fremskrittspartiet     |                        |                        |                        |                        |
| Justitie- och beredskapsminister                         |                        | Jøran Kallmyr*               | 29 mars 2019           | 24 januari 2020        | Fremskrittspartiet     |                        |                        |                        |                        |
| Justitie- och beredskapsminister                         |                        | Monica Mæland*               | 24 januari 2020        | 14 oktober 2021        | Høyre                  |                        |                        |                        |                        |
| Invandrings- och integrationsminister                    |                        | Sylvi Listhaug               | 16 december 2015       | 17 januari 2018        | Fremskrittspartiet     |                        |                        |                        |                        |
| Samhällssäkerhetsminister                                |                        | Ingvil Smines Tybring-Gjedde | 22 januari 2019        | 24 januari 2020        | Fremskrittspartiet     |                        |                        |                        |                        |
| Klimat- och miljödepartementet                           |                        |                              |                        |                        |                        |                        |                        |                        |                        |
| Klimat- och miljöminister                                |                        | Tine Sundtoft*               | 16 oktober 2013        | 16 december 2015       | Høyre                  |                        |                        |                        |                        |
| Klimat- och miljöminister                                |                        | Vidar Helgesen*              | 16 december 2015       | 17 januari 2018        | Høyre                  |                        |                        |                        |                        |
| Klimat- och miljöminister                                |                        | Ola Elvestuen*               | 17 januari 2018        | 24 januari 2020        | Venstre                |                        |                        |                        |                        |
| Klimat- och miljöminister                                |                        | Sveinung Rotevatn*           | 24 januari 2020        | 14 oktober 2021        | Venstre                |                        |                        |                        |                        |
| Kommunikationsdepartementet                              |                        |                              |                        |                        |                        |                        |                        |                        |                        |
| Kommunikationsminister                                   |                        | Ketil Solvik-Olsen*          | 16 oktober 2013        | 31 augusti 2018        | Fremskrittspartiet     |                        |                        |                        |                        |
| Kommunikationsminister                                   |                        | Jon Georg Dale*              | 31 augusti 2018        | 24 januari 2020        | Fremskrittspartiet     |                        |                        |                        |                        |
| Kommunikationsminister                                   |                        | Knut Arild Hareide*          | 24 januari 2020        | 14 oktober 2021        | Kristelig Folkeparti   |                        |                        |                        |                        |
| Kommun- och moderniseringsdepartementet                  |                        |                              |                        |                        |                        |                        |                        |                        |                        |
| Kommun- och moderniseringsminister                       |                        | Jan Tore Sanner*             | 16 oktober 2013        | 17 januari 2018        | Høyre                  |                        |                        |                        |                        |
| Kommun- och moderniseringsminister                       |                        | Monica Mæland*               | 17 januari 2018        | 24 januari 2020        | Høyre                  |                        |                        |                        |                        |
| Kommun- och moderniseringsminister                       |                        | Nikolai Astrup*              | 24 januari 2020        | 14 oktober 2021        | Høyre                  |                        |                        |                        |                        |
| Digitaliseringsminister                                  |                        | Nikolai Astrup               | 22 januari 2019        | 24 januari 2020        | Høyre                  |                        |                        |                        |                        |
| Distrikt- och digitaliseringsminister                    |                        | Linda Hofstad Helleland      | 24 januari 2020        | 14 oktober 2021        | Høyre                  |                        |                        |                        |                        |
| Kulturdepartementet                                      |                        |                              |                        |                        |                        |                        |                        |                        |                        |
| Kulturminister                                           |                        | Thorhild Widvey*             | 16 oktober 2013        | 16 december 2015       | Høyre                  |                        |                        |                        |                        |
| Kulturminister                                           |                        | Linda Hofstad Helleland*     | 16 december 2015       | 17 januari 2018        | Høyre                  |                        |                        |                        |                        |
| Kulturminister                                           |                        | Trine Skei Grande*           | 17 januari 2018        | 24 januari 2020        | Venstre                |                        |                        |                        |                        |
| Kulturminister                                           |                        | Abid Raja*                   | 24 januari 2020        | 14 oktober 2021        | Venstre                |                        |                        |                        |                        |
| Kunskapsdepartementet                                    |                        |                              |                        |                        |                        |                        |                        |                        |                        |
| Kunskapsminister                                         |                        | Torbjørn Røe Isaksen*        | 16 oktober 2013        | 17 januari 2018        | Høyre                  |                        |                        |                        |                        |
| Kunskapsminister                                         |                        | Jan Tore Sanner*             | 17 januari 2018        | 24 januari 2020        | Høyre                  |                        |                        |                        |                        |
| Kunskapsminister                                         |                        | Trine Skei Grande*           | 24 januari 2020        | 13 mars 2020           | Venstre                |                        |                        |                        |                        |
| Kunskapsminister                                         |                        | Guri Melby*                  | 13 mars 2020           | 14 oktober 2021        | Venstre                |                        |                        |                        |                        |
| Forskningsminister och minister för högre utbildning     |                        | Iselin Nybø                  | 17 januari 2018        | 24 januari 2020        | Venstre                |                        |                        |                        |                        |
| Forskningsminister och minister för högre utbildning     |                        | Henrik Asheim                | 24 januari 2020        | 14 oktober 2021        | Høyre                  |                        |                        |                        |                        |
| Lantbruks- och matdepartementet                          |                        |                              |                        |                        |                        |                        |                        |                        |                        |
| Lantbruks- och matminister                               |                        | Sylvi Listhaug*              | 16 oktober 2013        | 16 december 2015       | Fremskrittspartiet     |                        |                        |                        |                        |
| Lantbruks- och matminister                               |                        | Jon Georg Dale*              | 16 december 2015       | 31 augusti 2018        | Fremskrittspartiet     |                        |                        |                        |                        |
| Lantbruks- och matminister                               |                        | Bård André Hoksrud*          | 31 augusti 2018        | 22 januari 2019        | Fremskrittspartiet     |                        |                        |                        |                        |
| Lantbruks- och matminister                               |                        | Olaug Bollestad*             | 22 januari 2019        | 14 oktober 2021        | Kristelig Folkeparti   |                        |                        |                        |                        |
| Närings- och fiskeridepartementet                        |                        |                              |                        |                        |                        |                        |                        |                        |                        |
| Näringsminister                                          |                        | Monica Mæland*               | 16 oktober 2013        | 17 januari 2018        | Høyre                  |                        |                        |                        |                        |
| Näringsminister                                          |                        | Torbjørn Røe Isaksen*        | 17 januari 2018        | 24 januari 2020        | Høyre                  |                        |                        |                        |                        |
| Näringsminister                                          |                        | Iselin Nybø*                 | 24 januari 2020        | 14 oktober 2021        | Venstre                |                        |                        |                        |                        |
| Fiskeriminister                                          |                        | Elisabeth Aspaker            | 16 oktober 2013        | 16 december 2015       | Høyre                  |                        |                        |                        |                        |
| Fiskeriminister                                          |                        | Per Sandberg                 | 16 december 2015       | 13 augusti 2018        | Fremskrittspartiet     |                        |                        |                        |                        |
| Fiskeriminister                                          |                        | Harald T. Nesvik             | 13 augusti 2018        | 24 januari 2020        | Fremskrittspartiet     |                        |                        |                        |                        |
| Fiskeriminister                                          |                        | Geir-Inge Sivertsen          | 24 januari 2020        | 2 mars 2020            | Høyre                  |                        |                        |                        |                        |
| Fiskeriminister                                          |                        | Odd Emil Ingebrigtsen        | 13 mars 2020           | 14 oktober 2021        | Høyre                  |                        |                        |                        |                        |
| Olje- och energidepartementet                            |                        |                              |                        |                        |                        |                        |                        |                        |                        |
| Olje- och energiminister                                 |                        | Tord Lien*                   | 16 oktober 2013        | 20 december 2016       | Fremskrittspartiet     |                        |                        |                        |                        |
| Olje- och energiminister                                 |                        | Terje Søviknes*              | 20 december 2016       | 31 augusti 2018        | Fremskrittspartiet     |                        |                        |                        |                        |
| Olje- och energiminister                                 |                        | Kjell-Børge Freiberg*        | 31 augusti 2018        | 18 december 2019       | Fremskrittspartiet     |                        |                        |                        |                        |
| Olje- och energiminister                                 |                        | Sylvi Listhaug*              | 18 december 2019       | 24 januari 2020        | Fremskrittspartiet     |                        |                        |                        |                        |
| Olje- och energiminister                                 |                        | Tina Bru*                    | 24 januari 2020        | 14 oktober 2021        | Høyre                  |                        |                        |                        |                        |
| Utrikesdepartementet                                     |                        |                              |                        |                        |                        |                        |                        |                        |                        |
| Utrikesminister                                          |                        | Børge Brende*                | 16 oktober 2013        | 20 oktober 2017        | Høyre                  |                        |                        |                        |                        |
| Utrikesminister                                          |                        | Ine Marie Eriksen Søreide*   | 20 oktober 2017        | 14 oktober 2021        | Høyre                  |                        |                        |                        |                        |
| EES- och EU-minister och minister för nordiskt samarbete |                        | Elisabeth Aspaker            | 16 december 2015       | 20 december 2016       | Høyre                  |                        |                        |                        |                        |
| EES- och EU-minister och minister för nordiskt samarbete |                        | Frank Bakke-Jensen           | 20 december 2016       | 20 oktober 2017        | Høyre                  |                        |                        |                        |                        |
| EES- och EU-minister och minister för nordiskt samarbete |                        | Marit Berger Røsland         | 20 oktober 2017        | 17 januari 2018        | Høyre                  |                        |                        |                        |                        |
| Bistånds- och utvecklingsminister                        |                        | Nikolai Astrup               | 17 januari 2018        | 22 januari 2019        | Høyre                  |                        |                        |                        |                        |
| Bistånds- och utvecklingsminister                        |                        | Dag-Inge Ulstein             | 22 januari 2019        | 14 oktober 2021        | Kristelig Folkeparti   |                        |                        |                        |                        |

## Förändringar i departementsstrukturen
Den 1 januari 2014 genomförde regeringen förändringar i departementsstrukturen.

### Förberedande förändringar vid regeringsskiftet
Det är vanlig praxis att eventuella förändringar i departementsstrukturen sker vid årsskiften, något som huvudsakligen beror på att man vill undvika omfattande omflyttningar i statsbudgeten. Den nya regeringen varslade emellertid vid tillträdet om en del förändringar, såsom att enstaka arbetsuppgifter allaredan vid regeringsskiftet skulle få ny ansvarig minister.
- Fornyings-, administrasjons- og kirkedepartementet fick inget statsråd, men ansvarsområdena fördelades sålunda:
  - Kommun- och regionministern fick hand om Arbeidsgiverpolitisk avdeling, Avdeling for bygg, sikkerhet og tjenester, Statsforvaltningsavdelingen, Avdeling for IKT og fornying (med undantag för uppgifter knutna till koordinering av bredbandspolitiken), Same- og minoritetspolitisk avdeling, Administrasjonsavdelingen och Kommunikasjonsenheten.
  - Bredbandspolitiken skulle kommunikationsministern ansvara för.
  - Kyrkoärendena skulle underställas kulturministern.
  - Nærings- og handelsdepartementet fick ansvaret for Konkurransepolitisk avdeling.
- Kommun- och regionministern fick också ansvaret for Planavdelingen i Miljøverndepartementet.
- Fiskeri- och kustministern skulle hädanefter bara ha ansvar för  Fiskeri- og havbruksavdelingen, Sjømatavdelingen och Kommunikasjonsenheten i sitt departement. Kyst- og miljøavdelingen skulle underställas kommunikationsministern, medan Avdeling for forskning, styring og administrasjon skulle förestås av närings- och handelsministern.
- Näringslagstiftningen överfördes från Justis- og beredskapsdepartementet till Nærings- og handelsdepartementet.
- Vidar Helgesen, som blev statsråd vid Statsministerens kontor och hade ansvar för samordning av EES-frågor och relationerna med EU, fick också ansvar för motsvarande arbetsuppgifter i Utenriksdepartementet.
- Miljöministern förlorade alltså ansvaret för Planavdelingen, men övertog ansvaret för klimat- och skogssatsningen i Utenriksdepartementet (och Norad). Hon skulle också förvalta statens köp av utsläppsrätter (tidigare under Finansdepartementet).

### Förändringar per 1 januari 2014
Från årsskiftet 2013–2014 blev de förberedande förändringarna permanenta och följande förändringar i departementsstrukturen gjordes:
- Fornyings-, administrasjons- og kirkedepartementet lades ned, och det utvidgade Kommunaldepartementet fick namnet Kommunal- og moderniseringsdepartementet.
- Fiskeri- og kystdepartementet och Nærings- og handelsdepartementet lades ned, och Nærings- og fiskeridepartementet inrättades. Departementet skulle ha två statsråd.
- Miljøverndepartementet bytte namn till Klima- og miljøverndepartementet.
- Kulturdepartementet bytte namn till Kultur- og kirkedepartementet.
- Arbeidsdepartementet bytte namn till Arbeids- og sosialdepartementet.